# Nord IV

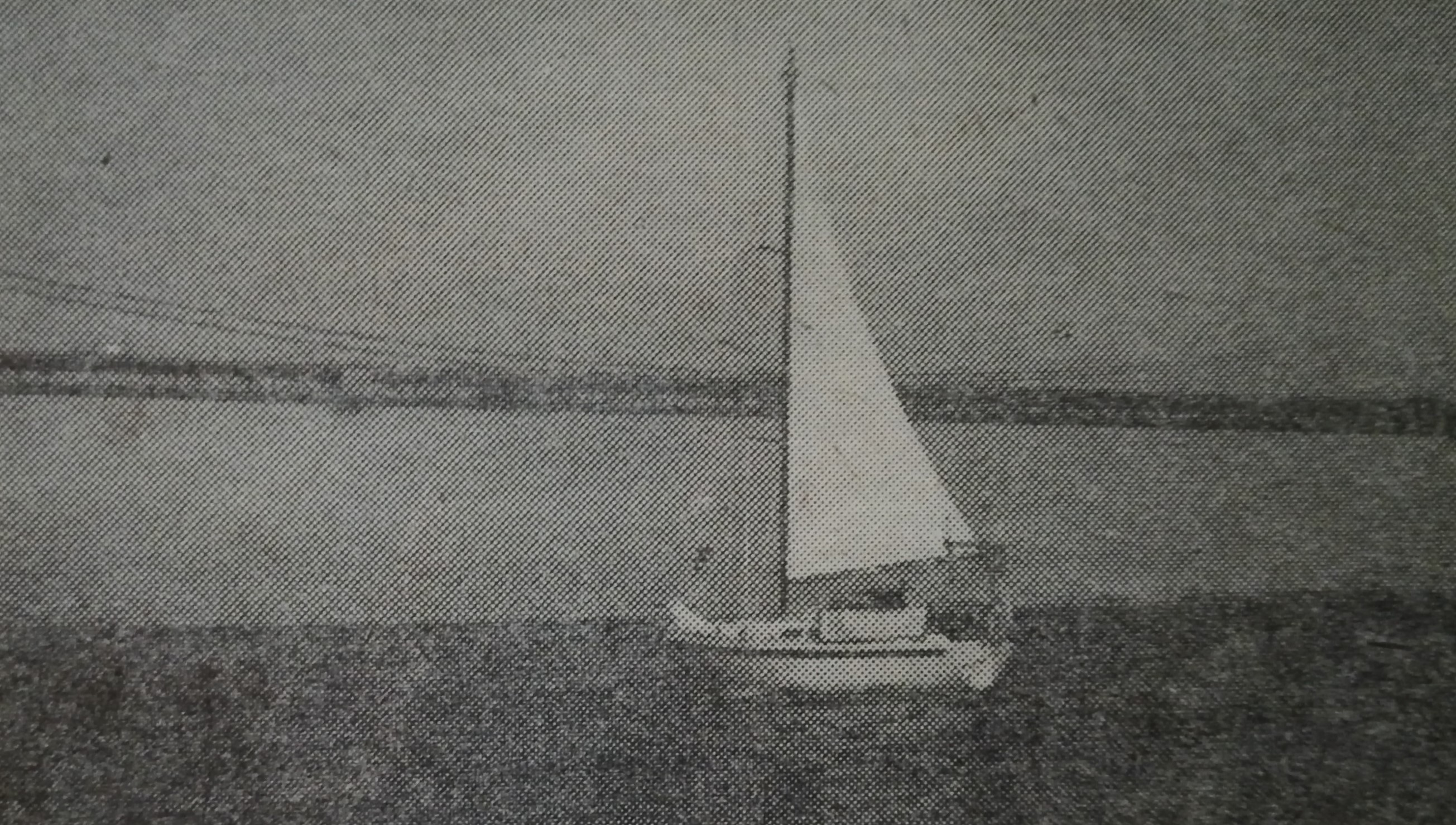
Nord IV pod mostem Golden Gate w 1984

Nord IV – jacht, na którym Andrzej Urbańczyk odbył dwa samotne rejsy: w 1982 r. San Francisco – Hawaje (Honolulu) – San Francisco i w 1983/84 rejs dookoła świata z zawinięciem do trzech portów.
„Nord IV” był jachtem regatowym, produkcji firmy Eriscson, klasy Ericson 30+, zbudowanym z laminatów wzmacnianych włóknem szklanym. 
Typ ożaglowania – slup.
| Długość całkowita  | 9,20 m      |
| Zanurzenie         | 1,80 m      |
| Szerokość          | 3,20 m      |
| Wyporność          | 4100 kg     |
| Balast (ołów)      | 1800 kg     |
| Powierzchnia żagli | 45 m²       |
| Silnik manewrowy   | Universal 2 |

| Etap | Trasa                  | Czas            | Dni | Mile |
| ---- | ---------------------- | --------------- | --- | ---- |
| I    | San Francisco Honolulu | 17 VIII – 10 IX | 24  | 2400 |
| II   | Honolulu San Francisco | 23 IX – 22 X    | 29  | 2600 |

| Etap | Trasa                | Czas                  | Dni | Mile | Uwagi                                                                                    |
| ---- | -------------------- | --------------------- | --- | ---- | ---------------------------------------------------------------------------------------- |
| I    | San Francisco Darwin | 18 V – 25 VII 1983 r. | 68  | 8000 | Pierwszy rejs non-stop USA – Australia Rekordowe przejście Cieśniny Torresa (23,5 godz.) |
| II   | Darwin Kapsztad      | 1 X – 18 XII 1983 r.  | 78  | 7000 |                                                                                          |
| III  | Kapsztad Panama      | 3 II – 8 IV 1984 r.   | 64  | 6980 |                                                                                          |
| IV   | Panama San Francisco | 24 IV – 22 VI 1984 r. | 59  | 5500 | Pierwszy rejs non-stop Panama – San Francisco                                            |